# Cantón de Agen-Norte
El cantón de Agen-Norte era una división administrativa francesa, que estaba situada en el departamento de Lot y Garona y la región de Aquitania.

## Composición
El cantón estaba formado por tres comunas, más una fracción de la comuna que le daba su nombre:
- Agen (fracción)
- Colayrac-Saint-Cirq
- Foulayronnes
- Saint-Hilaire-de-Lusignan

## Supresión del cantón de Agen-Norte
En aplicación del Decreto n.º 2014-257 de 26 de febrero de 2014, el cantón de Agen-Norte fue suprimido el 22 de marzo de 2015 y sus 4 comunas pasaron a formar parte; dos del nuevo cantón del Oeste de Agen, una del nuevo cantón de Agen-1 y la fracción de la comuna que le daba su nombre se unió con las demás fracciones para que, por medio de una reestructuración cantonal, fueran creados los nuevos cantones de Agen-1, Agen-2, Agen-3, Agen-4.